# Gortyna basalipunctata
Gortyna basalipunctata là một loài bướm đêm trong họ Noctuidae.